# Lamusung
Lamusung is een bestuurslaag in het regentschap Sumbawa Barat van de provincie West-Nusa Tenggara, Indonesië. Lamusung telt 1248 inwoners (volkstelling 2010).